# Olesicampe errans
Olesicampe errans là một loài tò vò trong họ Ichneumonidae.